# West Monroe (Michigan)
West Monroe – jednostka osadnicza w Stanach Zjednoczonych, w stanie Michigan, w hrabstwie Monroe.